# Pedicularis angustifolia
Pedicularis angustifolia är en snyltrotsväxtart som beskrevs av George Bentham. Pedicularis angustifolia ingår i släktet spiror, och familjen snyltrotsväxter. Inga underarter finns listade i Catalogue of Life.